# Enrico di Tommaso
Enrico di Tommaso (Tivoli, 24 april 1928 - 28 november 1999) was een Italiaans-Nederlandse kunstschilder en fotograaf. Hij kwam rond 1958 naar Nederland en volgde aldaar lessen aan de toenmalige Kunstnijverheidsschool, nu de Rietveld Academie. Ondertussen werkte hij als monteur bij een Fiat-dealer in Amsterdam. Zijn sponsor en vriend was notaris Jan Joost Geluk.
Vanaf 1952 tot 1997 had Di Tommaso exposities in Frankrijk, Duitsland, Zwitserland, Nederland en Italië. Na zijn dood werd er in 2001 een overzichtstentoonstelling georganiseerd in Tivoli. In 2010 werd een boek over hem uitgebracht, Enrico di Tommaso, een Tivoliaan in Amsterdam/Un Tiburtino ad Amsterdam. Er werd ook een grote overzichtstentoonstelling gehouden op twee locaties in Amsterdam, in de Amstelkerk en in de vitrines van het Vijzelstraatmuseum. In het Istituto Italiano di Cultura per i Paesi Bassi aan de Keizersgracht in Amsterdam werd zijn leven en werk besproken.
Di Tommaso werkte in Amsterdam, in zijn woning in de Veeteeltstraat (Watergraafsmeer), en in een atelier in Cannero Riviera, aan het Lago Maggiore in Noord-Italië.

## Werk
Di Tommaso werkte in verschillende technieken, waaronder gouache, olieverf en fotografie. Hij maakte ook veel collages, waarbij hij uitgeknipte illustraties uit kranten en tijdschriften combineerde met overschilderingen in aquarel of olieverf. Zijn werken zijn meestal figuratief, hoewel hij in zijn kleurrijke, impressionistische aquarellen ook weleens tot zuiver abstracte composities komt. In zijn fotowerken gebruikte hij grote afdrukken in kleur die hij vervolgens met verf (deels) overschilderde, beplakte met knipsels of met viltstift bewerkte. Hij liet zich daarbij inspireren door de beschilderde fotowerken die de Amsterdamse kunstenaar Ger van Elk in de jaren '70 en '80 had vervaardigd. Di Tommaso maakte ook een hele reeks kleine "kijkdozen", houten sigarendoosjes, waarvan hij de binnenzijde (en soms ook de buitenzijde) beschilderde en decoreerde met foto's en diverse kleine objecten.